# Mila Beck

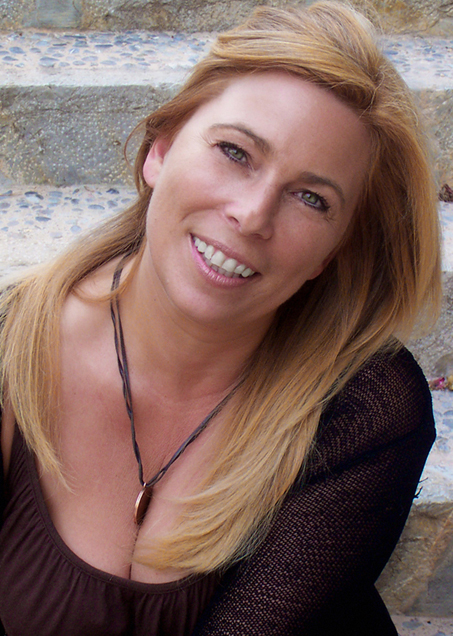
Mila Beck (2008)

Mila Beck (* 16. Juli 1965 in Kamp-Lintfort) ist eine deutsche Regisseurin.

## Leben
Nach dem Abitur, einem Volontariat und der Beendigung ihrer Studien an der Akademie für Publizistik in Hamburg, arbeitete Beck als Journalistin für Zeitungen, Zeitschriften und Fernsehsender (u. a. Sport Bild, Die Welt, NDR Fernsehen, Radio Bremen TV, Tele 5, Das Erste, ZDF, RTL, Sat.1, ProSieben).
Seit 1994 ist Mila Beck als Regisseurin tätig. Ersten Videoclips folgten Werbefilme und Kurzfilme. In den darauf folgenden Jahren drehte sie mehr als 100 Folgen diverser Serien von Gute Zeiten, schlechte Zeiten über Sesamstraße bis hin zu St. Angela.
Von 2004 bis 2010 lebte und arbeitete Mila Beck in Spanien, war dort Mitinhaberin einer Produktionsfirma. In dieser Zeit drehte Mila Beck u. a. 2006 den internationalen Kurzfilm Something About Life, inszenierte mit großem Erfolg das Theaterstück Eifersucht von Esther Vilar und war Gastgeberin der Red Carpet Night, einer Begegnungsplattform für Filmschaffende und Kreative auf Mallorca.
Seit 2010 lebt Mila Beck in Los Angeles und ist Inhaberin der Film- und Schmuckfirma UnicMatrix. Die Filmabteilung konzentriert sich auf Independent Film- und Musikprojekte im Low Budget Bereich. Das aktuelle Projekt Testing Life hat in 2011 bereits 5 Filmpreise gewonnen unter anderem bei den Los Angeles Movie Awards, The Indie Fest und dem Los Angeles Cinema Festival of Hollywood. UnicMatrix Jewelry fokussiert sich auf „energetische Schmuckstücke“ zum „Schutz vor Elektrosmog“.
Von 1990 bis 2000 war Mila Beck mit dem deutschen Regisseur Axel Barth verheiratet. Das Paar hat einen Sohn.

## Filmografie
- 1992: Gute Zeiten, schlechte Zeiten
- 1997: Geliebte Schwestern
- 1999: Die Anrheiner
- 1999: Sesamstraße
- 2000–2001: St. Angela
- 2001: Rungholt
- 2006: Something About Life (Director, Producer)
- 2011: Testing Life (Producer)